# Koness

La rivière Koness est un cours d'eau d'Alaska, aux États-Unis située dans la  région de recensement de Yukon-Koyukuk. C'est un affluent de la rivière Sheenjek, qui est un des affluents de la rivière Porcupine, elle-même affluent du  fleuve Yukon.

## Description
Longue de 72 milles (116 km), elle coule en direction du sud-est pour se jeter dans la rivière Sheenjek à 50 milles (80 km) au nord-est de la chaîne Brooks.
Son nom local a été référencé en 1927 par J.B. Mertie de l'United States Geological Survey. Il serait la déformation de crows nest (nids de corneilles).

## Sources
- (en) « Koness », Geographic Names Information System